# ميشيل تايلر
ميشيل تايلر (بالإنجليزية: Michelle Tyler-Wilson)‏ هي لاعب كرة مضرب بريطانية، ولدت في 8 يوليو 1958 في المملكة المتحدة.

## وصلات خارجية
- ميشيل تايلر على موقع رابطة محترفات التنس (الإنجليزية)
- ميشيل تايلر على موقع الاتحاد الدولي لكرة المضرب (الإنجليزية)
- ميشيل تايلر على موقع كأس بيلي جين كينغ (الإنجليزية)
- ميشيل تايلر على موقع خلاصة التنس.كوم (الإنجليزية)